# 유량 (평찬절후)
유량(劉梁, ? ~ ?)은 전한 후기의 제후로, 평간경왕의 아들이다.

## 행적
신작 4년(기원전 58년), 평찬후(平纂侯)에 봉해졌다. 시호를 절이라 하였고, 후사를 남기지 못하고 봉국이 폐지되었다.

## 출전
- 반고, 《한서》 권15하 왕자후표 下

| 선대 (첫 봉건) | 전한의 평찬후 기원전 58년 3월 계축일 ~ ? | 후대 (사실상) 유황 |